# Karamogho Moussa Traoré
Karamogho Moussa Traoré (auch als Karamoko Traoré; * 28. Dezember 1982 in Nouakchott) ist ein mauretanischer Fußballspieler.

## Karriere

### Verein
Traoré begann seine Profilaufbahn bei ASAC Concorde und spielte später für El Ahmedi Sebkha. Seit 2008 spielt er in Marokko.

### Nationalmannschaft
Sein Debüt für Mauretanien gab er am 6. September 2009 bei der Qualifikation zu der WM 2010 gegen Ruanda, das Spiel verlor Mauretanien mit 0:1.